# 真極流
真極流（しんごくりゅう）とは、真極夢仁齋（真極夢仁齋入道藤原清定）が開いた柔術の流派である。
真極流柔術では、腕流・違詰・朽木倒・梢倒・小手乱・面影の6か条を「化生段」と称し、これを6変化36種に分けて技法を学ぶ。

## 歴史
流祖は、真極夢仁齋（別名：宮川夢仁斎秀政、通称；左衛門佐）である。仙台藩で伝承されていた。　
目録の共通点などから真極流の源流は止心流であり、その分派である師心小三郎の師心流から派生したものとする研究がある。
分派に本覚克己流和術(柔術)がある。

## 参考資料
- 綿谷雪; 山田忠史, eds (1969). 武芸流派大事典. 新人物往来社
- 富沢弥左衛門 (1856). 真極流柔術口伝書